# Shugo Kawahara
Shugo Kawahara (født 14. februar 1980) er en tidligere japansk fodboldspiller.
Han har spillet for flere forskellige klubber i sin karriere, herunder Fagiano Okayama.